# Калейдоскоп любові
«Калейдоскоп любові» — фільм 2012 року.

## Зміст
Вони – з різних соціальних верств. Та щось притягує їх один до одного. Лише секс? Чи це все-таки кохання? Адже людина завжди глибша за те, що вона думає про себе... Кілька сучасних історій про персонажів із різних міст і країн, що об'єднані у яскраву, напружену, сповнену очікування і зворушення розповідь про кохання. Захоплива історія починається у Відні, а потім переносить глядача у Париж, Лондон, Братиславу, Ріо, Денвер та Фінікс.